# استنتون لیسی
استنتون لیسی (به انگلیسی: Stanton Lacy) یک روستا و محله مدنی در بریتانیا است که در Shropshire واقع شده‌است. استنتون لیسی ۳۴۵ نفر جمعیت دارد.